# نايل كانافان
نايل كانافان (بالإنجليزية: Niall Canavan)‏ هو لاعب كرة قدم بريطاني، ولد في 11 أبريل 1991 في ليدز في المملكة المتحدة. شارك مع منتخب جمهورية أيرلندا تحت 21 سنة لكرة القدم. أما مع النوادي، فقد لعب مع سكونثورب يونايتد وشروزبري تاون ونادي روتشديل.

## وصلات خارجية
- نايل كانافان على موقع قاعدة بيانات كرة القدم.إي يو (الإنجليزية)
- نايل كانافان على موقع Soccerbase.com (لاعب) (الإنجليزية)
- نايل كانافان على موقع عالم كرة القدم.نت (الإنجليزية)